# Andilly (Charente-Maritime)
Andilly – miejscowość i gmina we Francji, w regionie Nowa Akwitania, w departamencie Charente-Maritime.
Według danych na rok 1990 gminę zamieszkiwało 1481 osób, a gęstość zaludnienia wynosiła 52 osób/km² (wśród 1467 gmin regionu Poitou-Charentes Andilly plasuje się na 191. miejscu pod względem liczby ludności, natomiast pod względem powierzchni na miejscu 192.).